# Chremylus elaphus
Chremylus elaphus är en stekelart som beskrevs av Alexander Henry Haliday 1833. Chremylus elaphus ingår i släktet Chremylus och familjen bracksteklar. Arten är reproducerande i Sverige. Inga underarter finns listade i Catalogue of Life.